# C2P
Il C2P è stato un trattore d'artiglieria cingolato polacco. Progettato negli anni trenta, era il trattore standard per l'artiglieria contraerea polacca al momento dell'invasione tedesca e sovietica del 1939.

## Storia

### Sviluppo

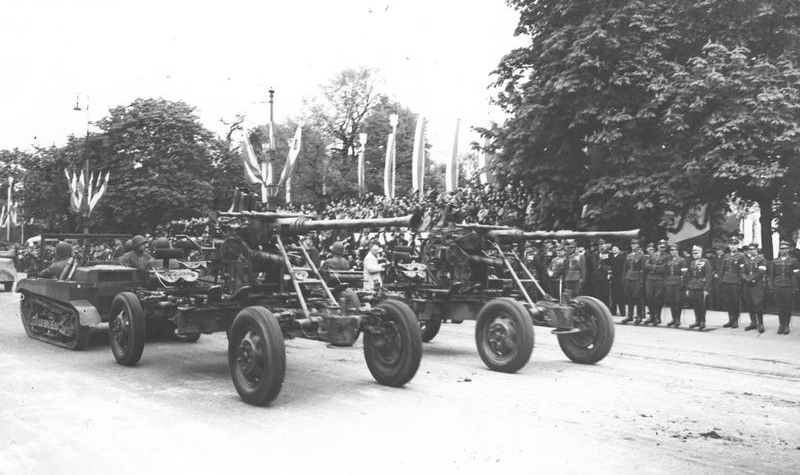
Trattori C2P trainano cannoni da 40 mm Bofors durante la parata della Costituzione del 3 maggio 1939

Le origini del progetto risalivano ai tankette Carden-Loyd degli anni venti. Nel 1929 la Polonia acquistò 10 o 11 Mark VI, con la relativa licenza di produzione, che furono impiegati per lo sviluppo dei tankette serie TK. Nell'ottobre 1931 lo stato maggiore polacco espresse interesse per un trattore d'artiglieria leggero, ad alta velocità, per i cannoni campali da 75 mm in servizio all'epoca. Nel 1932 Janusz Łapuszewski e A. Schmidt del BBTBP ("Ufficio studi tecnici delle forze armate") progettarono un piccolo trattore cingolato, basato sul tankette TK-3, destinato al traino dei cannoni antiaerei Bofors 40 mm e 75 mm wz. 36, ma anche delle altre artiglierie leggere e medie dell'esercito polacco, inclusi i cannoni Schneider da 75 mm e gli obici Škoda da 100 mm. Per le artiglierie pesanti doveva essere sostituito dai PZInż 343 ruotati, che tuttavia vennero completati solo in un paio di unità prima dello scoppio della guerra.
Inizialmente designato TKS "Tygrys", il progetto C2P risultò soddisfacente e l'anno seguente presso gli impianti PZInż venne realizzato il primo prototipo. Il modello originale era essenzialmente un tankette TK-3 privato della casamatta: con esso aveva in comune tutti gli elementi dello scafo e della meccanica, con la casamatta di combattimento rimossa e sostituita da un semplice vano equipaggio a cielo aperto con quattro sedili per conduttore e tre passeggeri. Il prototipo fu completato il 1º luglio 1933 ed includeva alcune modifiche alle sospensioni Carden Loyd progettate per il TKS.

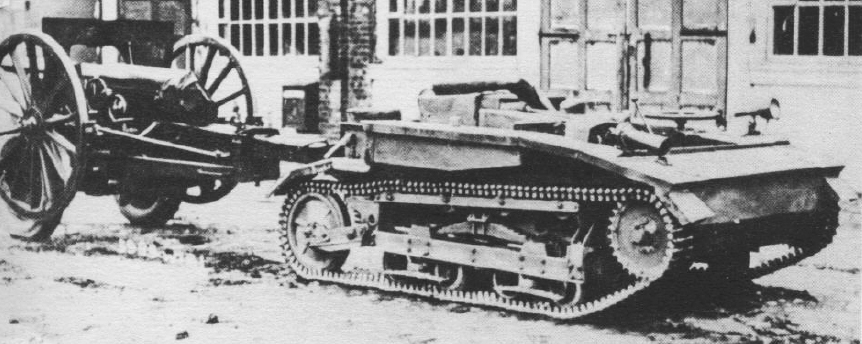
Prototipo di C2P dopo il secondo ciclo di test

Il prototipo si rivelò molto promettente. Il veicolo, sotto certi aspetti simile al francese Renault UE, era tuttavia più avanzato, affidabile e veloce. Durante le prove si stabilì che il C2P in condizioni ideali poteva trainare il cannone Bofors da 40 mm ad una velocità di 30-40 km/h su strada, mentre fuori strada vennero raggiunte velocità similari. I precedenti trattori C4P erano significativamente più lenti, con una velocità di traino di 12 km/h.
Tuttavia, dalle prove sul campo emerse anche che la parte posteriore del veicolo era troppo pesante e la sua manovrabilità non era soddisfacente. Per risolvere il primo problema, la ruota folle posteriore venne ingrandita, equipaggiata con balestre ed abbassata sul terreno, convertendola in ruota portante. Il problema della sterzata a pieno carico venne risolto aggiungendo due frizioni di sterzo su entrambi i lati del sistema di sospensione. L'ultima modifica, nel 1938, introdusse i miglioramenti sviluppati per i tankette della variante TKS-B. Entrambi i progetti erano stati sviluppati simultaneamente dalla stessa azienda, entrambi sotto la supervisione di Rudolf Gundlach, tanto che gli stessi progettisti si riferivano spesso al C2P come "ciągnik TKS" (TKS trattore).
Dopo un secondo ciclo di prove il prototipo venne equipaggiato con un semplice parabrezza ed una copertura pieghevole in canapa per proteggere l'equipaggio dagli agenti atmosferici. Il 20 gennaio 1936 il prototipo lasciò gli stabilimenti PZInż per il terzo ciclo di prove su strada, passando buona parte del mese di febbraio in giro per la Polonia con un cannone da 75 mm al traino. In giugno e luglio ripresero le prove, questa volta con al traino una cisterna di carburante da 1.480 kg, ed ancora a settembre, con al gancio il nuovo cannone Bofors da 40 mm (wz. 36 Bofors per i polacchi). In tutto il prototipo percorse oltre 4.000 km senza incappare in seri malfunzionamenti. Il 15 febbraio 1937 ebbero fine i test ed il C2P venne proposto per la produzione di serie.

### Produzione
La produzione di serie iniziò nel 1937 presso lo stabilimento F-1 della PZInż a Czechowice, presso Varsavia. Il C2P rimpiazzò il TKS sulle linee di produzione, che così poté essere avviata immediatamente, anche grazie alla comunanza di molte componenti. Fino al settembre 1939, inizio dell'invasione tedesca, vennero consegnati all'esercito polacco non meno di 196 trattori, 310 secondo altre fonti. Nel 1940 venne completato un lotto addizionale di 191 trattori.

### Impiego operativo
Benché progettati inizialmente per l'artiglieria campale, alla fine la maggior parte dei C2P venne assegnata alle unità di artiglieria antiaerea, primariamente per il traino del cannone Bofors da 40 mm, due per ogni pezzo: un trattore trainava il cannone, l'altro il cassone porta-munizioni da 400 colpi.

## Tecnica

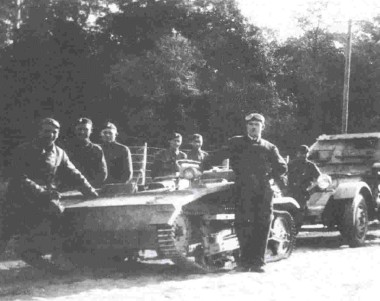
Un esemplare durante le prove su strada

Le dimensioni del mezzo erano di 2.850 mm di lunghezza, 1.820 mm di larghezza e 1.650-1.655 mm di altezza con il tettuccio in tela montato, con un'altezza dal suolo di 300 mm. La massa del veicolo era di 2.750 kg. I cingoli erano in acciaio speciale, larghi 170 mm.
Il sistema di direzione era basato su moderne frizioni di sterzo. Il veicolo era propulso da un motore Fiat 122BC (PZInż 367), esacilindrico a 4 tempi, con una cilindrata di 2.952 cm³, raffreddato a liquido. Il rapporto di compressione era di 5,2:1. La potenza erogata era di 46 hp a 2.600 giri al minuto. Il serbatoio del carburante aveva una capacità di 70 litri, che consentiva un'autonomia su strada di 150 km, ridotti a 110 km fuori strada. A pieno carico e con un rimorchio da 2 tonnellate al gancio, il veicolo raggiungeva una velocità di 40 km/h su strada e 20 km/h fuori strada. Il cambio era a 4 marce avanti più una retromarcia
La pressione specifica era di 0,45 kg/cm², il raggio di sterzata di 2.000 mm ed il rapporto peso/potenza di 16,7 hp/t. A pieno carico il C2P poteva superare una pendenza di 22°, una trincea di 1.200 mm ed un gradino di 325 mm.
Il veicolo era dotato di un proiettore con una lampadina da 50 W ed una lampada portatile da 15 W, alimentata da una batteria a 12 V con capacità di 80 Ah.
L'equipaggio era formato dal conduttore, seduto sul lato sinistro, e da tre serventi. Dietro il sedile del conducente erano stivati su una rastrelliera tre fucili Kbk wz.29 e l'estintore.

## Altri utilizzatori
- Wehrmacht: esemplari di preda bellica, ridenominati Artillerie Schlepper C2P(p) ("trattore d'artiglieria C2P (polacco)")[20][21].